# 弗盧努瓦鎮區 (內布拉斯加州瑟斯頓縣)
弗盧努瓦鎮區（英語：Flournoy Township）是位於美國內布拉斯加州瑟斯頓縣的一個行政鎮區。

## 地方資料
弗盧努瓦鎮區的面積為92.93平方千米，當中陸地面積為92.69平方千米，而水域面積為0.24平方千米。根據2020年美國人口普查的數據，當地共有人口272人，而人口密度為每平方千米2.93人。